# 仙台ミツバチプロジェクト
仙台ミツバチプロジェクト（せんだいミツバチプロジェクト）は、宮城県仙台市青葉区一番町で行われている養蜂プロジェクト。略称は仙パチ。銀座ミツバチプロジェクトから派生したプロジェクトである。

## 概要
屋上緑化の提唱、菜園づくりへの取り組みを行うとともに、養蜂を通して仙台市都心部の新たな魅力を生み出すことを目的に、2010年に誕生した。採集された蜂蜜から、宮城県内の飲食店を中心にコラボレーション商品を開発している。

## 沿革
- 2010年12月1日 - サンモール一番町内 ビル屋上にて、ミツバチの飼育開始[1]。
- 2011年
  - 3月11日 - 東日本大震災により、巣箱が一部破損。
  - 4月7日 - 宮城県沖余震により、巣箱が一部破損。
  - 5月25日 - 初採密[2]。
  - 7月13日 - ショコラティエ パレ ド オール（三枝俊介）とのコラボレーション商品を開発し、日本橋三越・松屋銀座本店にて期間限定販売[3][4]。
  - 9月7日 - スイーツキャンドルプロジェクトが銀座三越にて始動。パティスリー・オ・グルニエ・ドール（西原金蔵）とのコラボレーション商品が期間限定販売[5]。
- 2012年
  - 2月1日 - ショコラティエ パレ ド オールとのコラボレーション商品が、仙台市内で初めて藤崎本館にて期間限定販売[6]。
  - 7月 - 藤崎本館にて、宮城県内の店舗とのコラボレーション商品を期間限定販売[7]。
  - 12月 - ウェスティンホテル仙台・ペストリーショップが、コラボレーション・クリスマスケーキを販売[8]。
- 2013年
  - 10月28日 - 第1回コラボレーション試食会を実施[9]。10を超える県内の企業・店舗とのコラボレーション商品を発表。
  - 12月 - 仙台ミツバチマップ発行[10]。